# Cicadelle du rhododendron
Graphocephala fennahi
Espèce
La cicadelle du rhododendron (Graphocephala fennahi) est une espèce d'insectes hémiptères. Elle est apparue en Grande-Bretagne dans les années 1930, puis en Europe continentale dans les années 1970, en commençant par la Suisse. En 2004, la présence de l'espèce a été enregistrée à Prague (République tchèque) et en 2006 au Danemark. L'expansion de l'espèce serait liée au réchauffement du climat et au transport de plants de rhododendrons.
L'espèce a été confondue jusqu'en 1977 avec Graphocephala coccinea (Forster, 1771). Les deux espèces diffèrent en ce qui concerne leur couleur, les parties génitales des mâles et les plantes hôtes.
Les adultes sont visibles de juillet à novembre. La concentration des individus peut être importante.

## Description
Les adultes mesurent entre 8 et 9,5 mm.

Les femelles sont un peu plus grandes que les mâles.
Les principales plantes hôtes de l'espèce font partie du genre Rhododendron.

## Reproduction
En Europe, l'espèce se limite à une génération par an (deux en Amérique du Nord).
La ponte se déroule de septembre à la fin octobre. Les œufs éclosent début mai avant la floraison des Rhododendrons. Les larves, de couleur blanche ou jaune, se développent en 5 stades et se nourrissent de la sève au revers des feuilles sans occasionner pour autant de dégâts visibles.

## Impacts
La présence de l'espèce est réputée faciliter le développement d'une maladie du Rhododendron causée par l'hyphomycète Pycnostysanus azaleae. La ponte provoquerait des points d'entrée pour la maladie dans le bourgeon mais les expérimentations en laboratoire ne sont pas parvenues à établir de preuves concluantes (source ?).
Les adultes disposent d'ailes qui leur permettent de se déplacer de quelques mètres mais ils se déplacent également par de petits sauts particulièrement vifs pour se mettre à l'abri.

## Comportement
Cette espèce suce la sève des plantes à la recherche de matières azotées, mais celles-ci étant en proportions minimes dans la sève, Graphocephala fennahi rejette la partie inutilisée de la sève par l'anus, sous forme de gouttelettes qu'elle "catapulte".

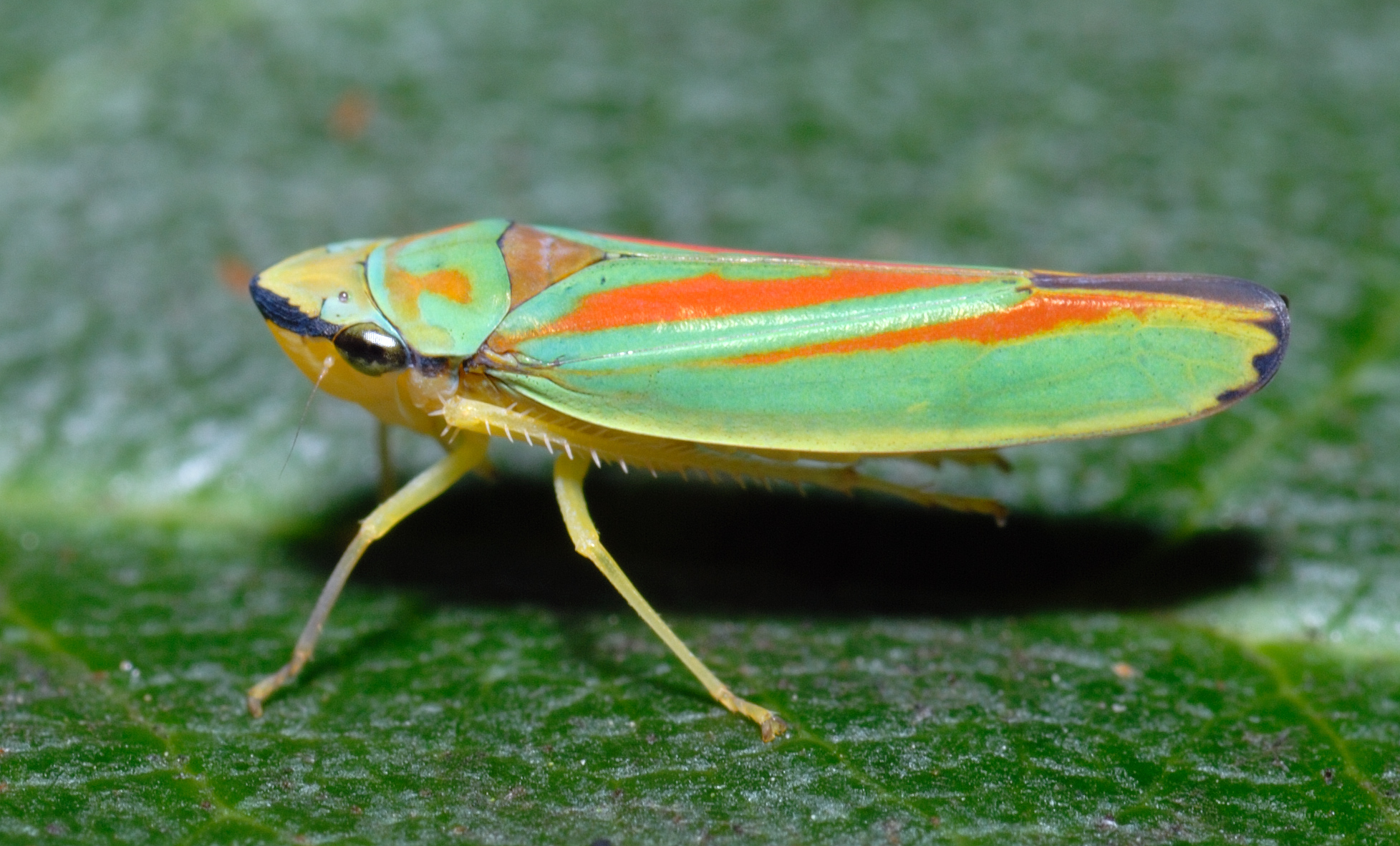
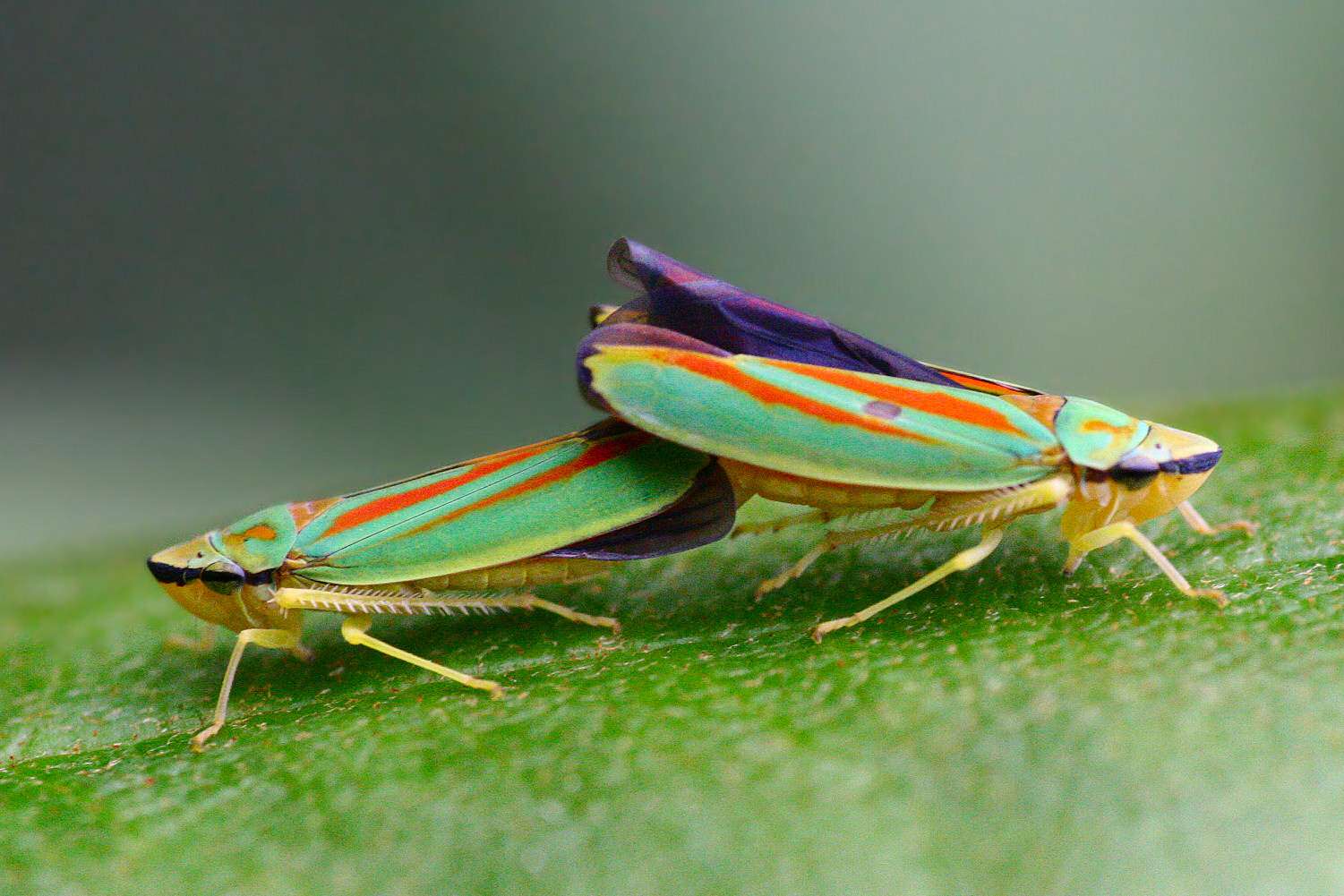
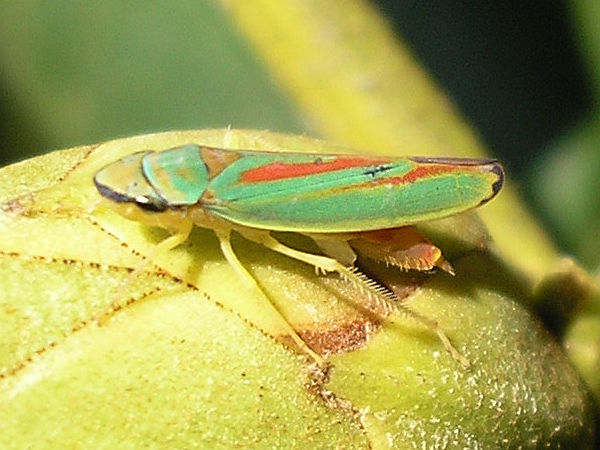
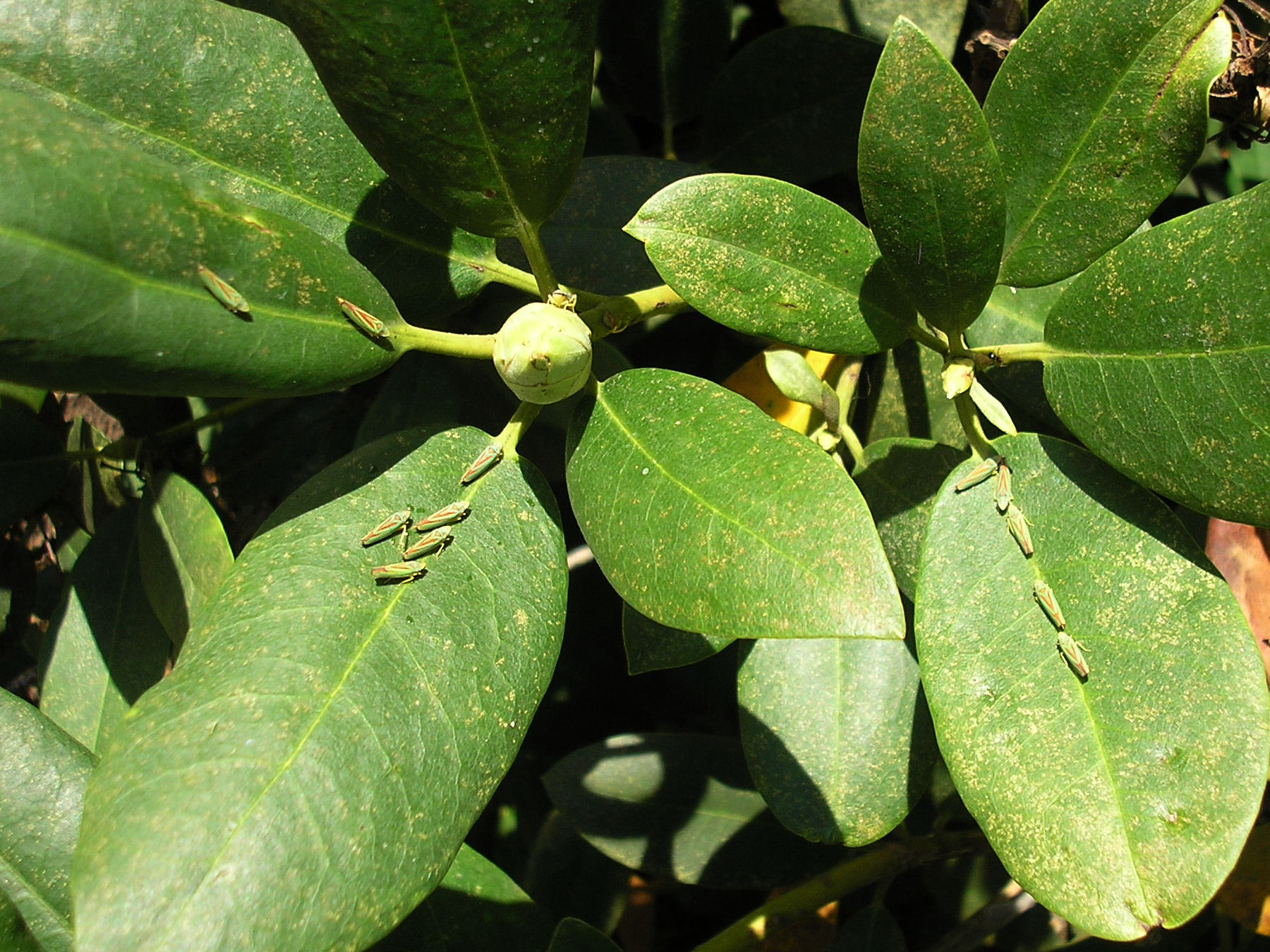
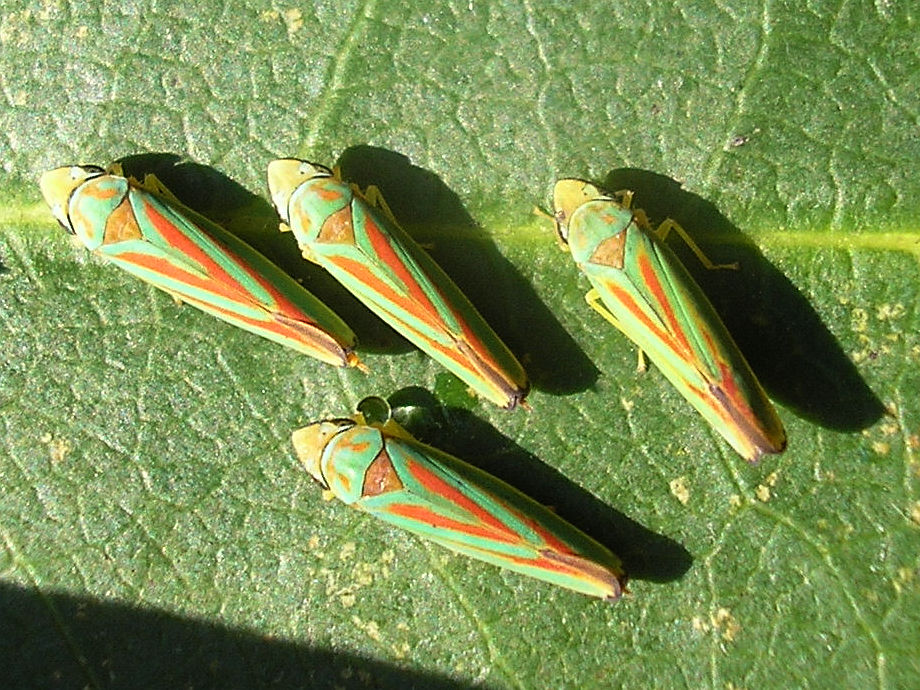